# Mallecina
Mallecina (oficialmente en asturiano: Maecina) es una parroquia y un lugar del concejo español de Salas, en la comunidad autónoma de Asturias.

## Toponimia
Se ha sugerido que el nombre puede provenir del diminutivo de la parroquia vecina de Malleza, que a su vez lo obtendría de un antiguo poseedor llamado Mallius.

## Geografía
Su superficie es de 6,21 km².

## Historia
Hacia mediados del siglo XIX, la parroquia, ya por entonces perteneciente al municipio de Salas, tenía contabilizada una población de 350 habitantes. Aparece descrita en el undécimo volumen del Diccionario geográfico-estadístico-histórico de España y sus posesiones de Ultramar de Pascual Madoz con las siguientes palabras:

MALLECINA (Santa Eulalia): felig. en la prov. y dióc. de Oviedo (7 leg.), part. jud. de Belmonte (3), ayunt. de Salas (1). sit. en terreno montuoso, con libre ventilacion y clima saludable. Tiene 80 casas repartidas en el l. de su nombre y en los de Caborno, Danero, Balderodero, Bario y Puerta: y escuela de primeras letras frecuentada por 50 niños, cuyo maestro está dotado con 440 rs. anuales. La igl. parr. (Santa Eulalia) está servida por un cura de primer ascenso y de patronato laical. Confina el térm. con los de Mallez, Folgueras, y Linares. El terreno es quebrado y de mediana calidad: hallándose despoblados los montes hácia el N.; en varios puntos brotan fuentes de buenas aguas que utilizan los vecinos para surtido de sus casas y otros objetos. Los caminos conducen á Oviedo, Pravia, Luarca y Galicia; su estado en lo general malo: el correo se recibe de Salas 3 veces á la semana. prod.. escanda, maiz, centeno y patatas; se cria ganado vacuno, caballar, de cerda y lanar; y caza de varias clases. ind.: la agrícola: el principal comercio consiste en la introduccion de vino de Castilla, y esportacion de escanda y maiz. pobl.: 80 vec., 350 alm. contr. con su ayunt. (V.)
(Madoz, 1848, p. 117)

## Geografía humana

### Organización territorial
La entidad colectiva de población de Mallecina está compuesta por las siguientes entidades singulares:
- El Alba (L'Alba)[1]
- El Barrio (El Barriu)[1]
- Caborno (Cabornu)[1]
- Las Corradas
- Fontanal
- Mallecina (Maecina)[1]
- La Puerta
- Valderrodero (Valderrodeiru)[1]
- La Retuerta

### Demografía
En 2023, la entidad colectiva de población de Mallecina tenía empadronados 123 habitantes, mientras que la entidad singular de población de ese nombre tenía 61, todos ellos en diseminado.

## Patrimonio
Su templo parroquial se dedica a Santa Eulalia.

## Fiestas
Una de las fiestas que se celebran en el pueblo es san Pedro, el 29 de junio. Además el día 28 se celebra una de las ferias de ganado más importantes y conocidas de Asturias. Actualmente esta feria se traslada al último fin de semana del mes de junio, se acostumbra a celebrar el último sábado del mes.
Además, el día 8 de septiembre se celebra el día de la Virgen de la Caridad del Cobre. La cual trajeron los cubanos y que se encuentra en la Torre, una pequeña capilla muy conocida por todos los cubanos y habitantes de la localidad. Esta festividad se conoce como el día de la Torre y se celebra coincidiendo con el día de Asturias.